# Slovnaft

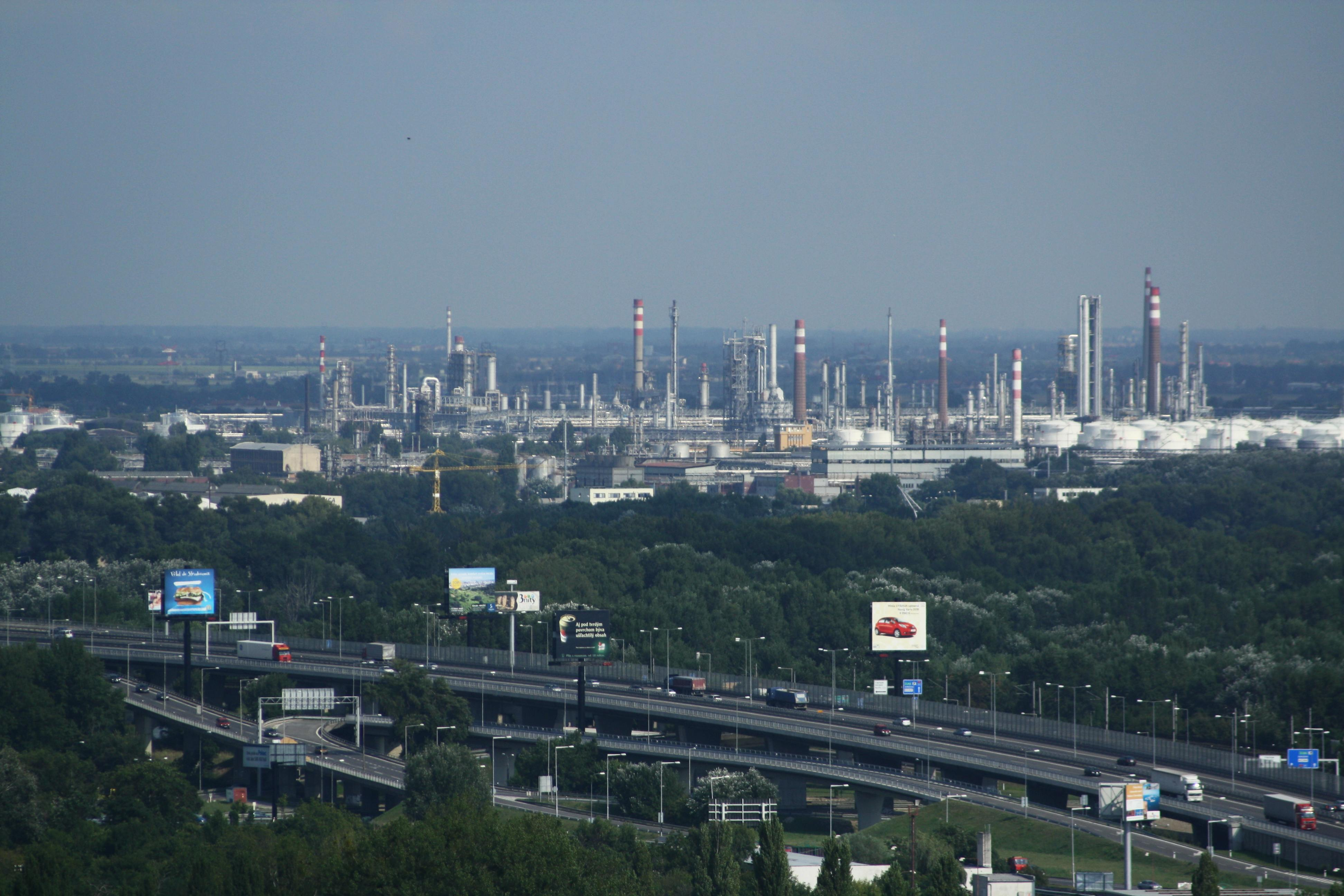
Вигляд на завод зі сторони Нового мосту

Slovnaft — словацький нафтопереробний завод, збудований в 1957 році в Братиславі. В 2000 році Slovnaft стає частиною MOL Group, якій належить 98,5 % акцій компанії. Slovnaft має два іноземних філіали: Slovnaft CZ в Чехії і Slovnaft Polska в Польщі.

## Історія
Slovnaft був збудований на місці розгромленого в 1944 році під час авіанальоту нафтопереробного заводу Apollo. Рештки заводу Apollo були націоналізовані в 1946 році й перейменовані в Slovnaft в 1949 році. В травні 1992 року Slovnaft був реорганізований в акціонерне товариство. У 2000 році Slovnaft стає членом групи компаній MOL.

## Діяльність
У 2008 році Slovnaft переробив 5,8 млн т сирої нафти, що на 0,2 млн т менше, ніж у 2007 році. Загальний об'єм виробництва палива у 2008 році у порівнянні з 2007 роком знизились на 1,5 %.
| Назва продукції                 | 2008 рік | 2007 рік |
| ------------------------------- | -------- | -------- |
| Бензин, тис. т                  | 1 568,7  | 1 617,0  |
| Дизельне паливо, тис. т         | 2 844,1  | 2 863,9  |
| Гас, тис. т                     | 88,5     | 79,7     |
| Лігроїн, тис. т                 | 189,9    | 206,6    |
| Бітум, тис. т                   | 41,1     | 35,7     |
| Інші продукти переробки, тис. т | 515,3    | 518,4    |
| Загалом, тис. т                 | 5 247,6  | 5 321,3  |

Три чверті продукції, що виготовляє Slovnaft, експортується в Німеччину, Австрію, Польщу, Чехію], Швейцарію та Францію. Експорт продукції формує 80 % від загального доходу компанії. На підприємстві працює майже 2500 працівників.